# Hansa Tonstudio

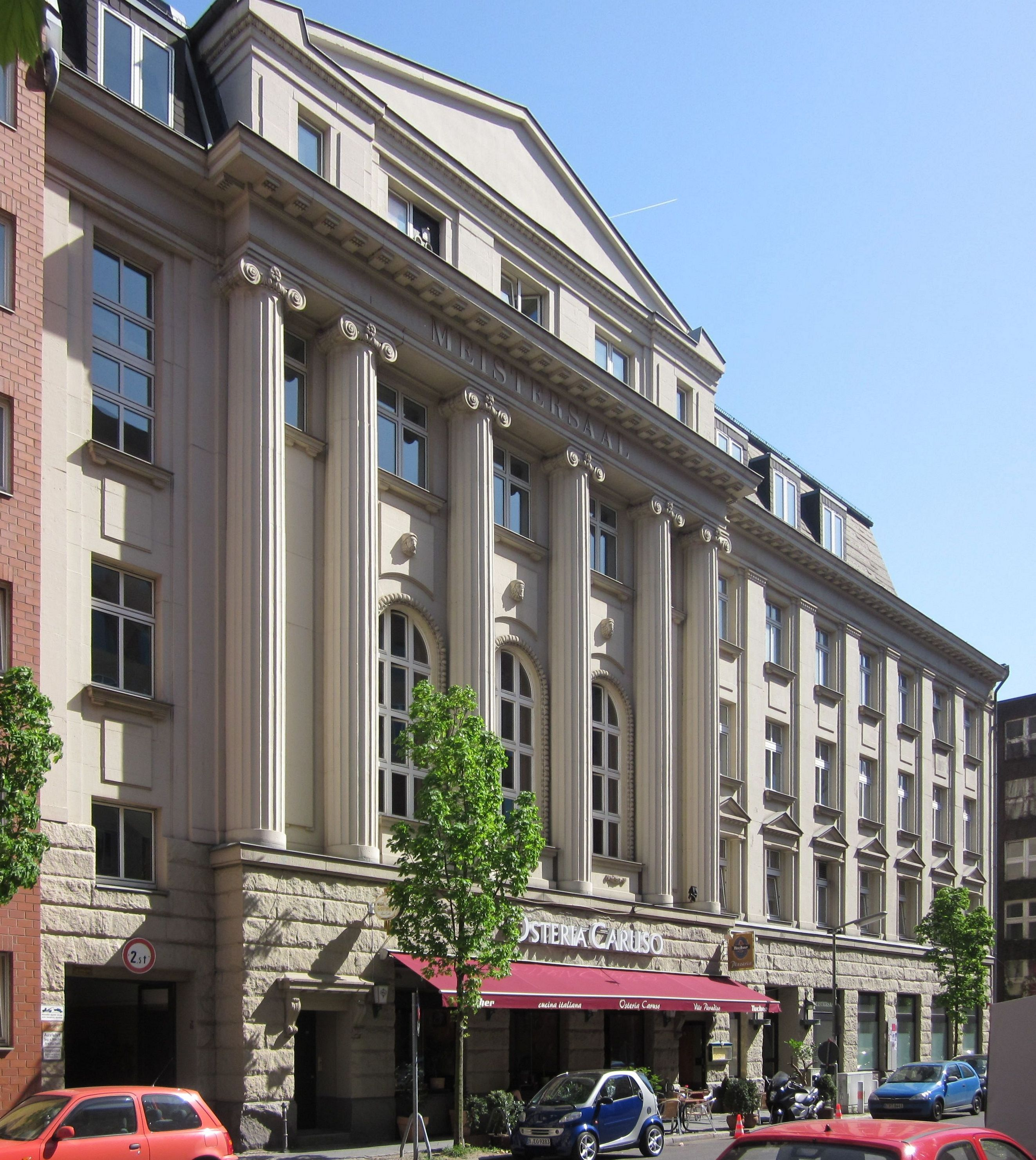
La facciata in Koethener Strasse 38, Meistersaal

Gli Hansa Tonstudio (conosciuti anche come Hansa By The Wall Studios proprio per la loro vicinanza a un tratto del Muro di Berlino, oppure semplicemente come Hansa Studios) sono degli studi di registrazione a Berlino, Germania.

## Storia
Gli studi sono ospitati in un famoso edificio di Köthener Straße, la Meistersaal, eretto nel 1913 come sede della Società Edilizia della città, ristrutturato dopo gli ingenti danni subiti durante la Seconda guerra mondiale, e destinato all'attuale uso nel 1964 ad opera dei fratelli Peter e Thomas Meisel. L'edificio è situato nella ex Berlino Ovest, a pochi metri dalla linea divisoria tracciata dal Muro, e fronteggia la famosa Potsdamer Platz.
Gli Hansa Tonstudios devono gran parte della loro fama all'aver ospitato numerosi artisti di fama internazionale.

### Il documentario
Nel 2017 Sky Arts Production Hub ha prodotto il documentario Hansa Studios: da Bowie agli U2. La Musica ai Tempi del Muro. Attraverso interviste con i musicisti che hanno inciso negli studi e ai tecnici che ci hanno lavorato, il documentario rivela aneddoti inediti della vita degli studi berlinesi a ridosso del Muro. Il documentario ha debuttato in anteprima mondiale su Sky Arte in Italia, Sky Arts nel Regno Unito e Irlanda e su Sky Arts HD in Germania e Austria il 10 Gennaio 2018. Diretto da Mike Christie, vi compaiono: Bono, David Bowie, Nick Cave, Martin Gore, Romy Haag, Alexander Hacke, Mick Harvey, Gareth Jones, Iggy Pop, Michael Stipe e Tony Visconti.